# Арбонье
Арбонье (фин. Orponja) — деревня в Калитинском сельском поселении Волосовского района Ленинградской области.

## История
Впервые упоминается в Писцовой книге Водской пятины 1500 года как деревня Арбоина в Егорьевском Вздылицком погосте.
Затем как пустоши Orboino Ödhe и Orboino Mensoie Ödhe во Вздылицком погосте в шведских «Писцовых книгах Ижорской земли» 1618—1623 годов.
На карте Ингерманландии А. И. Бергенгейма, составленной по материалам 1676 года, обозначены деревни: Orbonia Bolsoi и Orbonia Mensoi.
На шведской «Генеральной карте провинции Ингерманландии» 1704 года обозначена мыза Orbonia hof и при ней деревня Orbonia.
На «Географическом чертеже Ижорской земли» Адриана Шонбека 1705 года упомянуты: село Орбония и деревня Орбония менша.
На карте Санкт-Петербургской губернии Я. Ф. Шмидта 1770 года обозначено селение Орбоня.
Деревня Арбонье из 23 дворов упоминается на «Топографической карте окрестностей Санкт-Петербурга» Ф. Ф. Шуберта 1831 года.

АРБОНЬЕ — деревня принадлежит подполковнице Логиновой, число жителей по ревизии: 66 м. п., 67 ж. п. (1838 год)

В 1844 году деревня Орбонье насчитывала 25 дворов.
На этнографической карте Санкт-Петербургской губернии П. И. Кёппена 1849 года она обозначена как деревня «Orbonio», расположенная в ареале расселения савакотов. В пояснительном тексте к этнографической карте она записана как деревня Orbonia (Арбонье) и указано количество её жителей на 1848 год: савакотов — 68 м. п., 73 ж. п., всего 141 человек.
Согласно 9-й ревизии 1850 года деревня Арбонье принадлежала помещику Михаилу Дмитриевичу Кирееву.

АРБОНЬЕ — деревня господина Киреева, по просёлочной дороге, число дворов — 27, число душ — 56 м. п. (1856 год)

Согласно 10-й ревизии 1856 года деревня Арбонье также принадлежала помещику Михаилу Дмитриевичу Кирееву.

АРБОНЬЕ — деревня владельческая при пруде, по Гатчинской просёлочной дороге по левую сторону, в 50 верстах от Петергофа, число дворов — 30, число жителей: 63 м. п., 72 ж. п. (1862 год)

В июне 1862 года временнообязанные крестьяне деревни выкупили свои земельные наделы у М. Д. Киреева и стали собственниками земли.

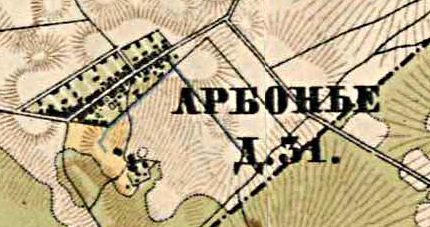
План деревни Арбонье. 1885 год

В 1885 году деревня насчитывала 31 двор.
В 1886 году в деревне открылась школа. Учителем в ней работал А. Игнатьев.
Согласно материалам по статистике народного хозяйства Петергофского уезда 1887 года пустошь Арбонье площадью 47 десятин принадлежала мещанину Я. М. Гакконе. Ещё одна пустошь Арбонье площадью 673 десятины принадлежала коллежскому асессору М. М. Кирееву, обе они были приобретены до 1868 года.
В конце XIX века Арбонье административно относилось к Губаницкой волости 1-го стана Петергофского уезда Санкт-Петербургской губернии, в начале XX века — 2-го стана. Население деревни было однородным — финским.
По данным «Памятной книжки Санкт-Петербургской губернии» за 1905 год мыза Арбанье площадью 673 десятины принадлежала Михаилу Михайловичу Кирееву.
В 1909 году в деревне открылась вторая школа. Учителем в ней работал Т. Кийянен.
К 1913 году количество дворов увеличилось до 32.
С 1917 по 1922 год деревня Арбонье входила в состав Арбоньевского сельсовета Губаницкой волости Петергофского уезда.
С 1922 года в составе Кикеринского сельсовета.
С 1923 года в составе Троцкого уезда.
Согласно данным переписи населения СССР 1926 года в деревне Арбонье проживали 293 человека, большинство финны, а также русские и эстонцы.
С февраля 1927 года в составе Венгиссаровской волости. С августа 1927 года в составе Волосовского района.
По данным 1933 года деревня Арбонье входила в состав Кикеринского сельсовета Волосовского района.

План деревни Арбонье. 1934 год

Согласно топографической карте 1934 года деревня насчитывала 32 двора.
C 1 августа 1941 года по 31 декабря 1943 года деревня находилась в оккупации.
С 1963 года в составе Кингисеппского района.
С 1965 года вновь в составе Волосовского района. В 1965 году население деревни Арбонье составляло 131 человек.
По данным 1966 года деревня Арбонье также находилась в составе Кикеринского сельсовета.
По данным 1973 и 1990 годов деревня Арбонье входила в состав Калитинского сельсовета с центром в деревне Курковицы.
В 1997 году в деревне проживали 42, в 2002 году — 40 человек (русские — 82 %), в 2007 году — 24, в 2010 году — 34 человека.

## География
Деревня расположена в восточной части района на автодороге 41К-348 (подъезд к дер. Арбонье), к югу от автодороги 41А-002 (Гатчина — Ополье).
Расстояние до административного центра поселения — 4,5 км.
Расстояние до ближайшей железнодорожной станции Кикерино — 3 км.

## Демография
| 1838 | 1848 | 1862 | 1997 | 2002 | 2007 | 2010 |
| ---- | ---- | ---- | ---- | ---- | ---- | ---- |
| 133  | ↗141 | ↘135 | ↘42  | ↘40  | ↘24  | ↗34  |
| 2013 | 2017 |      |      |      |      |      |
| ↘31  | ↗33  |      |      |      |      |      |

### Национальный состав
Согласно данным Всероссийской переписи населения 2021 года в деревне проживали 46 человек, из них:
 русские — 39, азербайджанцы — 1, татары — 1, остальные национальность не указали.

## Инфраструктура
На 1 января 2013 года в деревне было зарегистрировано: домов — 66, хозяйств — 16, дачных хозяйств — 66, дачников — 61.

## Улицы
Лесная, Тихая.